# Algarve-Cup 2013
Der Algarve-Cup 2013 war die 20. Ausspielung des seit 1994 alljährlich ausgetragenen und nach dem Olympiaturnier der Frauen, der WM und EM wichtigsten Frauenfußballturniers für Nationalmannschaften und fand vom 6. bis 13. März 2013 wie gehabt an verschiedenen Spielorten der Algarve, der südlichsten Region Portugals statt.
Spielorte waren das Estádio Municipal in Albufeira, das Estádio Municipal de Bela Vista in Parchal, das Estádio Municipal in Lagos, das Estádio Municipal in Vila Real de Santo António, der Parque Desportivo da Nora in Ferreiras, das Estádio Municipal in Quarteira und das Estádio Algarve in Faro.

## Modus
An dem Turnier nahmen zwölf Nationalmannschaften teil. Die acht am höchsten eingeschätzten Mannschaften bildeten die Gruppen A und B, die vier schwächeren Mannschaften die Gruppe C. Zuerst spielten die Teams in ihrer Gruppe jeder gegen jeden um die Platzierung. Dabei ist zunächst die beste Punktzahl, dann der direkte Vergleich und erst danach die Tordifferenz für die Platzierung entscheidend. Danach wurde wie folgt verfahren:
- Spiel um Platz 11: Die dritt- und viertplatzierte Mannschaft der Gruppe C.
- Spiel um Platz 9: Die zweitplatzierte Mannschaft der Gruppe C gegen die schlechtere viertplatzierte Mannschaft der Gruppen A oder B.
- Spiel um Platz 7: Sieger der Gruppe C gegen die bessere viertplatzierte Mannschaft der Gruppen A oder B.
- Spiel um Platz 5: Die drittplatzierten Mannschaften der Gruppen A und B.
- Spiel um Platz 3: Die zweitplatzierten Mannschaften der Gruppen A und B.
- Endspiel: Die Sieger der Gruppen A und B spielen um den Turniersieg.

Stand es nach der regulären Spielzeit der Platzierungsspiele unentschieden, folgte keine Verlängerung, sondern direkt im Anschluss ein Elfmeterschießen.
Da die FIFA die Spiele als "Freundschaftsspiele" einstufte, durfte jede Mannschaft pro Spiel sechs Auswechslungen vornehmen.

## Das Turnier
Alle Zeitangaben in Mitteleuropäischer Zeit (MEZ), was der Ortszeit (UTC±0), oder Koordinierten Weltzeit, plus einer Stunde entspricht.

### Gruppenphase

#### Gruppe A
| Pl. | Land        | Sp. | S | U | N | Tore    | Diff. | Punkte |
| --- | ----------- | --- | - | - | - | ------- | ----- | ------ |
| 1.  | Deutschland | 3   | 2 | 1 | 0 | 004:100 | +3    | 07     |
| 2.  | Norwegen    | 3   | 1 | 1 | 1 | 002:200 | ±0    | 04     |
| 3.  | Japan       | 3   | 1 | 0 | 2 | 003:400 | −1    | 03     |
| 4.  | Dänemark    | 3   | 0 | 2 | 1 | 000:200 | −2    | 02     |

|                               |   |             |           |
| 6. März um 14:10 in Parchal   |   |             |           |
| Japan                         | – | Norwegen    | 0:2 (0:2) |
| 6. März um 18:00 in Albufeira |   |             |           |
| Dänemark                      | – | Deutschland | 0:0       |
| 8. März um 13:15 in Parchal   |   |             |           |
| Deutschland                   | – | Japan       | 2:1 (1:1) |
| 8. März um 17:00 in Parchal   |   |             |           |
| Norwegen                      | – | Dänemark    | 0:0       |
| 11. März um 13:20 in Lagos    |   |             |           |
| Deutschland                   | – | Norwegen    | 2:0 (0:0) |
| 11. März um 13:20 in Faro     |   |             |           |
| Dänemark                      | – | Japan       | 0:2 (0:2) |

#### Gruppe B
| Pl. | Land     | Sp. | S | U | N | Tore    | Diff. | Punkte |
| --- | -------- | --- | - | - | - | ------- | ----- | ------ |
| 1.  | USA      | 3   | 2 | 1 | 0 | 009:100 | +8    | 07     |
| 2.  | Schweden | 3   | 1 | 2 | 0 | 008:300 | +5    | 05     |
| 3.  | China    | 3   | 1 | 1 | 1 | 002:600 | −4    | 04     |
| 4.  | Island   | 3   | 0 | 0 | 3 | 001:100 | −9    | 0      |

|                                |   |          |           |
| 6. März um 15:00 in Albufeira  |   |          |           |
| USA                            | – | Island   | 3:0 (0:0) |
| 6. März um 17:00 in Parchal    |   |          |           |
| Schweden                       | – | China    | 1:1 (0:1) |
| 8. März um 15:00 in Albufeira  |   |          |           |
| China                          | – | USA      | 0:5 (0:2) |
| 8. März um 19:00 in Albufeira  |   |          |           |
| Island                         | – | Schweden | 1:6 (0:4) |
| 11. März um 16:00 in Lagos     |   |          |           |
| Schweden                       | – | USA      | 1:1 (1:0) |
| 11. März um 16:00 in Ferreiras |   |          |           |
| China                          | – | Island   | 1:0 (0:0) |

#### Gruppe C
| Pl. | Land     | Sp. | S | U | N | Tore    | Diff. | Punkte |
| --- | -------- | --- | - | - | - | ------- | ----- | ------ |
| 1.  | Mexiko   | 3   | 2 | 0 | 1 | 004:100 | +3    | 06     |
| 2.  | Ungarn   | 3   | 1 | 1 | 1 | 003:200 | +1    | 04     |
| 3.  | Wales    | 3   | 1 | 1 | 1 | 002:300 | −1    | 04     |
| 4.  | Portugal | 3   | 1 | 0 | 2 | 002:500 | −3    | 03     |

|                                                |   |        |           |
| 6. März um 16:00 in Ferreiras                  |   |        |           |
| Ungarn                                         | – | Mexiko | 0:1 (0:1) |
| 6. März um 16:30 in Vila Real de Santo António |   |        |           |
| Portugal                                       | – | Wales  | 2:0 (1:0) |
| 8. März um 16:00 in Vila Real de Santo António |   |        |           |
| Portugal                                       | – | Ungarn | 0:2 (0:1) |
| 8. März um 19:00 in Vila Real de Santo António |   |        |           |
| Mexiko                                         | – | Wales  | 0:1 (0:1) |
| 11. März um 16:30 in Quarteira                 |   |        |           |
| Ungarn                                         | – | Wales  | 1:1 (0:1) |
| 11. März um 16:30 in Faro                      |   |        |           |
| Portugal                                       | – | Mexiko | 0:3 (0:2) |

### Platzierungsspiele
Spiel um Platz 11
|                                                               |   |          |                     |
| 13. März um 15:30 Uhr in Parchal (E. Municipal da Bela Vista) |   |          |                     |
| Wales                                                         | – | Portugal | 1:1 (0:0) 1:3 i. E. |

Spiel um Platz 9
|                                                               |   |        |           |
| 13. März um 12:00 Uhr in Parchal (E. Municipal da Bela Vista) |   |        |           |
| Ungarn                                                        | – | Island | 1:4 (0:1) |

Spiel um Platz 7
|                                                    |   |          |           |
| 13. März um 15:30 Uhr in Lagos (Estádio Municipal) |   |          |           |
| Mexiko                                             | – | Dänemark | 0:3 (0:1) |

Spiel um Platz 5
|                                                 |   |       |           |
| 13. März um 13:10 Uhr in Faro (Estádio Algarve) |   |       |           |
| Japan                                           | – | China | 1:0 (0:0) |

Spiel um Platz 3
|                                                     |   |          |                     |
| 13. März um 12:00 Uhr in Lagos im Estádio Municipal |   |          |                     |
| Norwegen                                            | – | Schweden | 2:2 (1:1) 5:4 i. E. |

### Finale
| Deutschland                               | Deutschland | USA | USA |
| ----------------------------------------- | --- | --- | --- |
| Deutschland                               | \| 13. März 2013 in Loulé (Estádio Algarve) \| \| Ergebnis: 0:2 (0:2) \| \| Zuschauer: 1000 \| \| Schiedsrichterin: Carol Chenard ( Kanada) \| \| Spielbericht \| \| Spielbericht 2 \| | \| 13. März 2013 in Loulé (Estádio Algarve) \| \| Ergebnis: 0:2 (0:2) \| \| Zuschauer: 1000 \| \| Schiedsrichterin: Carol Chenard ( Kanada) \| \| Spielbericht \| \| Spielbericht 2 \| | USA |
| Deutschland                               | Almuth Schult • Leonie Maier, Luisa Wensing, Josephine Henning, Babett Peter (46. Jennifer Cramer) • Viola Odebrecht (46. Nadine Keßler, 60. Linda Bresonik), Lena Goeßling • Anja Mittag (46. Alexandra Popp), Dzsenifer Marozsán (80. Lena Lotzen), Verena Faißt (75. Svenja Huth) • Célia Okoyino da Mbabi Cheftrainerin: Silvia Neid | Nicole Barnhart • Ali Krieger (58. Crystal Dunn), Rachel Buehler, Whitney Engen, Kelley O’Hara • Shannon Boxx • Christen Press (75. Abby Wambach), Yael Averbuch (65. Becky Sauerbrunn), Tobin Heath (82. Kristie Mewis) • Sydney Leroux, Alex Morgan Cheftrainer: Tom Sermanni ( Schottland) | USA |
| Deutschland                               | 0:1 Alex Morgan (13.) 0:2 Alex Morgan (34.) | | USA |
| Deutschland                               | Sydney Leroux | | USA |
| 13. März 2013 in Loulé (Estádio Algarve)  | | |     |
| Ergebnis: 0:2 (0:2)                       | | |     |
| Zuschauer: 1000                           | | |     |
| Schiedsrichterin: Carol Chenard ( Kanada) | | |     |
| Spielbericht                              | | |     |
| Spielbericht 2                            | | |     |

## Schiedsrichterinnen
- Salomé di Iorio
- Qin Liang
- Efthalia Mitsi
- Thérèse Sagno
- Carol Chénard
- Fusako Kajiyama
- Esther Azzopardi
- Quetzalli Alvarado
- Esther Staubli
- Pernilla Larsson
- Teodora Albon
- Jana Adámková
- Katalin Kulcsár
- Margaret Domka

## Torschützinnen
| Rang | Spielerin              | Tore |
| ---- | ---------------------- | ---- |
| 1    | Kosovare Asllani       | 3    |
|      | Alex Morgan            | 3    |
| 3    | Renae Cuéllar          | 2    |
|      | Edite Fernandes        | 2    |
|      | Jessica Fishlock       | 2    |
|      | Ada Hegerberg          | 2    |
|      | Yūki Ōgimi             | 2    |
|      | Sara Thunebro          | 2    |
|      | Fanny Vágó             | 2    |
| 10   | Caroline Graham Hansen | 1    |
|      | Kristine Hegland       | 1    |
|      | Dzsenifer Marozsán     | 1    |
|      | Verena Faißt           | 1    |
|      | Célia Okoyino da Mbabi | 1    |
|      | Nadine Keßler          | 1    |

| Rang | Spielerin               | Tore |
| ---- | ----------------------- | ---- |
| 10   | Mina Tanaka             | 1    |
|      | Nahomi Kawasumi         | 1    |
|      | Shannon Boxx            | 1    |
|      | Rachel Buehler          | 1    |
|      | Whitney Engen           | 1    |
|      | Alexandra Krieger       | 1    |
|      | Sydney Leroux           | 1    |
|      | Christen Press          | 1    |
|      | Megan Rapinoe           | 1    |
|      | Abby Wambach            | 1    |
|      | Nayeli Rangel           | 1    |
|      | Dinora Garza            | 1    |
|      | Ren Guixin*             | 1    |
|      | Zeng Ying*              | 1    |
|      | Elín Metta Jensen       | 1    |
|      | Hólmfríður Magnúsdóttir | 1    |

| Rang | Spielerin                | Tore |
| ---- | ------------------------ | ---- |
| 10   | Katrín Ómarsdóttir       | 1    |
|      | Rakel Hönnudóttir        | 1    |
|      | Sara Björk Gunnarsdóttir | 1    |
|      | Lisa Dahlkvist           | 1    |
|      | Lotta Schelin            | 1    |
|      | Marie Hammarström        | 1    |
|      | Susanne Moberg           | 1    |
|      | Antonia Göransson        | 1    |
|      | Helen Ward               | 1    |
|      | Henrietta Csiszár        | 1    |
|      | Anita Pádár              | 1    |
|      | Julie Rydahl Bukh        | 1    |
|      | Pernille Harder          | 1    |
|      | Sine Hovesen             | 1    |
|      | Laura Luís               | 1    |

- = 1. Länderspieltor der Spielerin

## Auszeichnungen
- Beste Spielerin: Megan Rapinoe (USA)
- Fairste Mannschaft: Japan

## Besonderheiten
- Am ersten Spieltag machten Rachel Buehler (USA), Anita Pádár (Ungarn), Caroline Seger und Sara Thunebro (beide Schweden) ihr 100. Länderspiel.
- Katrine Pedersen, die beim Algarve-Cup 2005 ihr 100. Länderspiel absolviert hatte, machte am dritten Spieltag als zweite Europäerin ihr 200. Länderspiel.
- Deutschland und die USA trafen im Finale zum vierten Mal aufeinander, dies ist die bisher häufigste Finalpaarung. Die USA gewannen zum dritten Mal.
- Zeitgleich mit dem Algarve-Cup fand wie in den Vorjahren der Zypern-Cup statt, der von England gewonnen wurde. Zudem fand erstmals in Istrien ein Turnier mit sechs Mannschaften aus Osteuropa statt, das von Russland gewonnen wurde.[2]